# Tessah Andrianjafitrimo
Tessah Andrianjafitrimo (sinh ngày 11 tháng 10 năm 1998) là tay vợt người Pháp gốc Madagascar.
Andrianjafitrimo có thứ hạng trẻ cao nhất là 29, thiết lập vào tháng 9 năm 2015.
Vào ngày 12 tháng 12 năm 2016, Andrianjafitrimo đạt thứ hạng đơn cao nhất của cô là 251 vào ngày 20 tháng 3 năm 2017, cô đạt vị trí số 519 trong bảng xếp hạng đôi. Andrianjafitrimo đã vô địch 3 giải đơn và có 2 danh hiệu đôi của ITF.
Andrianjafitrimo bắt đầu sự nghiệp thi đấu chính thức của tại BGL Luxembourg Open 2015 nơi cô nhận vé đặc cách.
Tại vòng loại Giải quần vợt Pháp Mở rộng 2015, Andrianjafitrimo đã đánh bại Patricia Mayr-Achleitner ở vòng một, nhưng thua Olivia Rogowska ở vòng hai.
Tại Giải quần vợt Pháp Mở rộng 2016, cô nhận vé đặc cách cho vòng thi đấu chính thức ở nội dung đơn nữ, sau đó cô thua 0–6, 0–6 trước Wang Qiang ở vòng một. Sau đó, cô ấy chuyển đến Giải quần vợt Pháp Mở rộng 2016 - Đơn nữ trẻ, nơi cô đã bị đánh bại ở vòng hai bởi tay vợt người Ý Lucrezia Stefanini.

## Chung kết ITF 8 (5-3)

### Đơn: 5 (3–2)
| Chú giải                 |
| ------------------------ |
| Giải đấu 100,000$        |
| Giải đấu 75,000$/80,000$ |
| Giải đấu 50,000$/60,000$ |
| Giải đấu 25,000$         |
| Giải đấu 10,000$/15,000$ |

| Chung kết theo mặt sân |
| ---------------------- |
| Cứng (1–1)             |
| Đất nện (2–1)          |
| Cỏ (0–0)               |
| Thảm (0–0)             |

| Kết quả | TT | Ngày                 | Thể loại | Giải đấu                | Mặt sân | Đối thủ                 | Tỷ số         |
| ------- | -- | -------------------- | -------- | ----------------------- | ------- | ----------------------- | ------------- |
| Á quân  | 1. | 27 tháng 7 năm 2015  | 10,000$  | Valladolid, Tây Ban Nha | Cứng    | María José Luque Moreno | 2–6, 2–6      |
| Vô địch | 1. | 13 tháng 12 năm 2015 | 25,000$  | Lagos, Nigeria          | Cứng    | Tadeja Majerič          | 6–3, 5–7, 6–4 |
| Á quân  | 2. | 24 tháng 4 năm 2016  | 10,000$  | Pula, Ý                 | Đất nện | Jasmine Paolini         | 1–0 bỏ cuộc   |
| Vô địch | 2. | 7 tháng 8 năm 2016   | 10,000$  | Vincovci, Croatia       | Đất nện | Ivania Martinich        | 6–4, 6–1      |
| Vô địch | 3. | 23 tháng 4 năm 2017  | 15,000$  | Hammamet, Tunisia       | Đất nện | Camilla Scala           | 6–2, 6–4      |

### Đôi: 3 (2–1)
| Huyền thoại              |
| ------------------------ |
| Giải đấu 100,000$        |
| Giải đấu 75,000$/80,000$ |
| Giải đấu 50,000$/60,000$ |
| Giải đấu 25,000$         |
| Giải đấu 15,000$         |
| Giải đấu 10,000$         |

| Chung kết theo mặt sân |
| ---------------------- |
| Cứng (2–0)             |
| Đất nện (0–0)          |
| Cỏ (0–1)               |
| Thảm (0–0)             |

| Kết quả | TT | Ngày                | Thể loại | Giải đấu                  | Mặt sân | Đồng đội               | Đối thủ                               | Tỷ số            |
| ------- | -- | ------------------- | -------- | ------------------------- | ------- | ---------------------- | ------------------------------------- | ---------------- |
| Vô địch | 1. | 8 tháng 12 năm 2014 | 10,000$  | Djibouti, Djibouti        | Cứng    | Ashmitha Easwaramurthi | Magali Kempen Wang Xiyao              | 3–6, 6–1, [10–8] |
| Vô địch | 2. | 16 tháng 2 năm 2015 | 10,000$  | Port El Kantaoui, Tunisia | Cứng    | Anna Blinkova          | Arabela Fernández Rabener Eva Wacanno | 6–4, 6–0         |
| Á quân  | 1. | 10 tháng 3 năm 2017 | 25,000$  | Mildura, Úc               | Cỏ      | Shérazad Reix          | Noppawan Lertcheewakarn Lu Jiajing    | 4–6, 6–1, [8–10] |